# Phragmorchis teretifolia
Phragmorchis teretifolia är en orkidéart som beskrevs av Louis Otho Otto Williams. Phragmorchis teretifolia ingår i släktet Phragmorchis och familjen orkidéer. Inga underarter finns listade i Catalogue of Life.